# Ploumilliau
Ploumilliau is een gemeente in het Franse departement Côtes-d'Armor, in de regio Bretagne. De plaats maakt deel uit van het arrondissement Lannion. Ploumilliau telde op 1 januari 2022 2.460 inwoners.

## Geografie
De oppervlakte van Ploumilliau bedroeg op 1 januari 2022 34,69 vierkante kilometer; de bevolkingsdichtheid was toen 70,9 inwoners per km².
De onderstaande kaart toont de ligging van Ploumilliau met de belangrijkste infrastructuur en aangrenzende gemeenten.

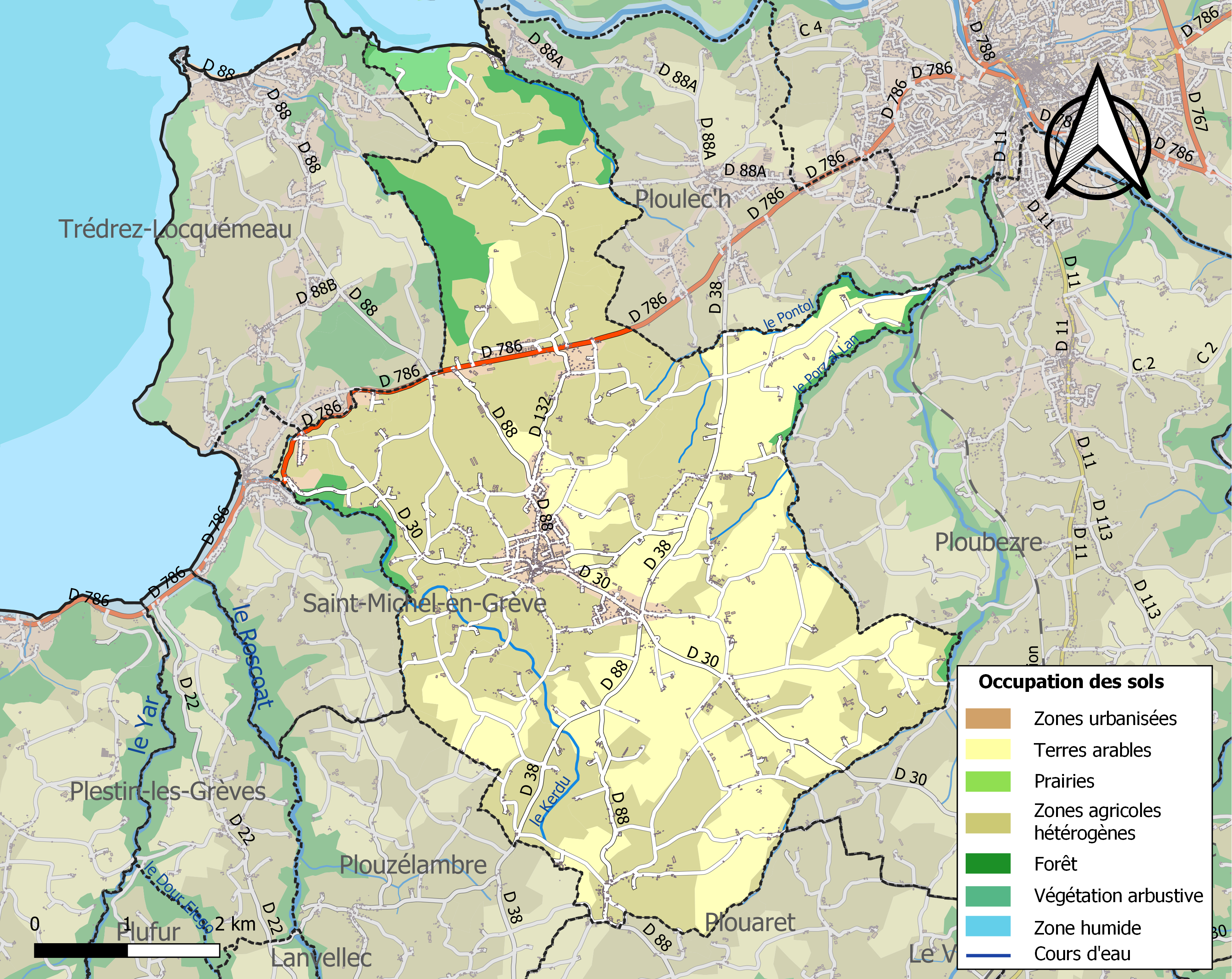

## Demografie
Onderstaande figuur toont het verloop van het inwonertal (bron: INSEE-tellingen). 